# 唐之享
唐之享（1945年—），湖南省人民政府副省長，省人大常委會副主任。 
湖南省東安縣人，1945年10月生於東安。1970年北京外貿學院畢業後，任零陵地區進出口公司秘書、辦公室副主任，省工藝品進出口公司副科長。1983年任湖南省外經委計劃處副處長，望城縣副縣長，縣委書記。1985年任省外經委副主任、黨組副書記。1987年任省外經委主任、黨組副書記。1990年任省外經委黨組成員、省對外貿易促進委員會副主任，是國家貿促會湖南分會第一副會長。1990年9月任中共娄底地委書記。1993年1月當選湖南省人民政府副省長。2003年1月任省十屆人大常委會副主任。著有《以德治國論》、《興湘之本：湖南教育改革與發展探索》。